# Platyrhina sinensis
Platyrhina sinensis ist ein Rochen aus der Familie der Dornrücken-Gitarrenrochen
(Platyrhinidae). Er lebt an der Küste des südöstlichen China von der Formosastraße bis Hainan und an der Küste des nördlichen Vietnam.

## Merkmale
Platyrhina sinensis wird maximal 68 Zentimeter lang, bleibt für gewöhnlich aber bei einer Länge von 50 bis 55 cm. Seine Körperscheibe ist herzförmig, der kräftige Schwanz hat auf seiner Oberseite zwei oder drei auffällige Reihen großer Dornen. Der Schwanz ist etwas länger als die Körperscheibe. Auf der Rückenseite sind die Fische dunkel- bis orangebraun gefärbt. Das Zentrum der Körperscheibe und des Schwanzes sind dunkler, die Flossen heller. Die Dornen sind weißlich oder gelblich. Die Bauchseite der Tiere ist hell, die Ränder von Brust- und Bauchflossen sind graubraun. Die Augen sind klein, die weit auseinander stehenden Nasenöffnungen sind schmal. Die Haut ist mit zahlreichen, in den meisten Fällen sehr kleinen, scharfen Placoidschuppen bedeckt und wirkt dadurch samtartig. Größere Schuppen befinden sich an den Seiten der vorderen Körperscheibe und auf dem Schwanz. Vier oder fünf Dornen befinden sich an den Augenhöhlen und je zwei in der Schulterregion. Der Abstand zwischen den beiden Rückenflossen ist genau so lang wie die Basis der ersten Rückenflosse. Von anderen Arten der Gattung Platyrhina kann Platyrhina sinensis durch die zwei bis drei Dornenreihen auf der Schwanzoberseite gut unterschieden werden.

## Lebensweise
Platyrhina sinensis lebt küstennah in flachem Wasser normalerweise von der Wasseroberfläche bis in einer Tiefe von 60 Metern. Die Art ist ovovipar. Die Embryonen ernähren sich zunächst aus dem Dottersack und erhalten dann zusätzliche Nahrung von der Mutter durch indirekte Absorption von Uterusflüssigkeit, die mit Fett und Eiweiß angereichert wird. Ansonsten ist über das Verhalten und die Lebensweise der Tiere kaum etwas bekannt.